# لیبان
لیبان (به چکی: Libáň) یک منطقهٔ مسکونی در جمهوری چک است که در شهرستان ییچین واقع شده‌است.
 لیبان  ۱٬۶۷۹ نفر جمعیت دارد.